# Aeroklub Polski

Flaga Aeroklubu z okresu PRL
(wzór 1963).

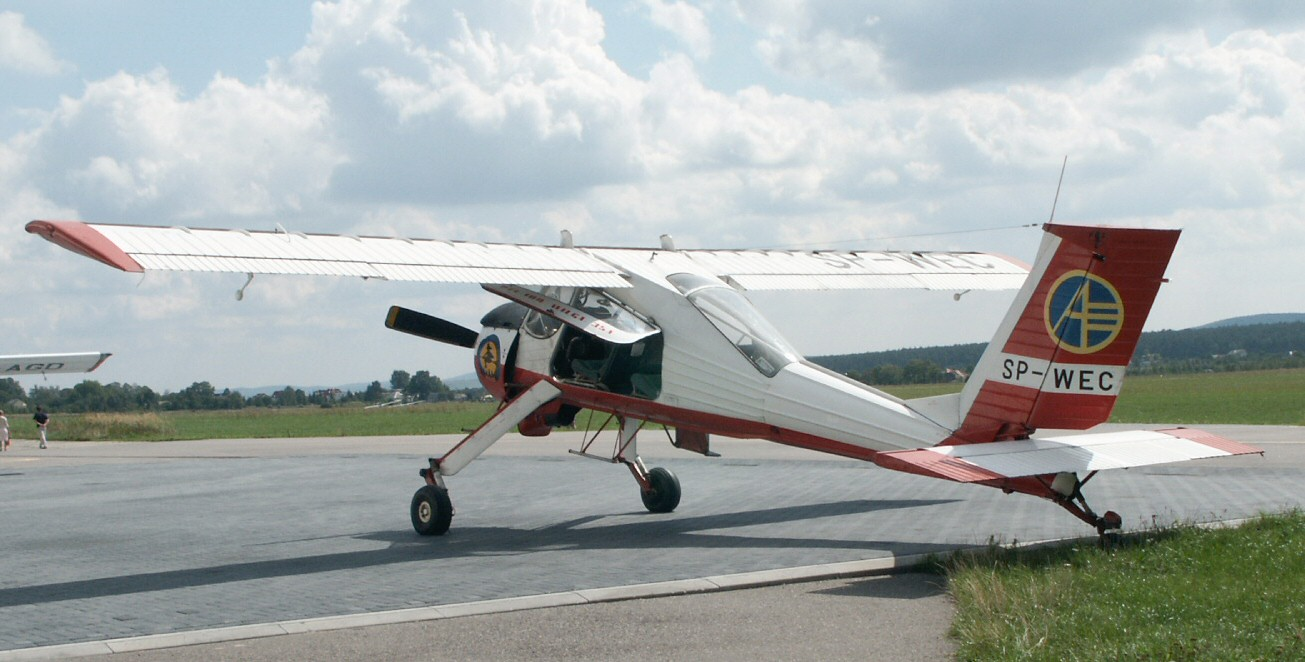
Najbardziej typowy sprzęt polskich aeroklubów od lat 60. do 90. XX wieku - wielozadaniowy samolot PZL-104 Wilga Aeroklubu Kieleckiego (widoczne logo AP na stateczniku).

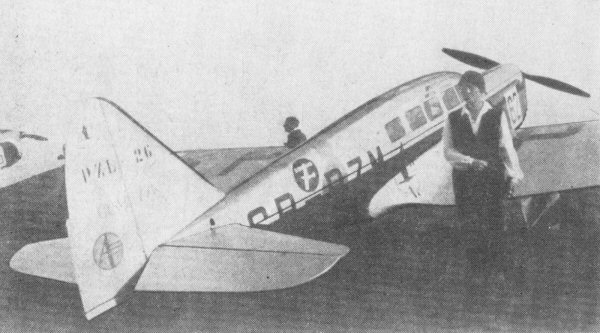
Samolot sportowy PZL.26 w barwach ARP podczas zawodów Challenge 1934

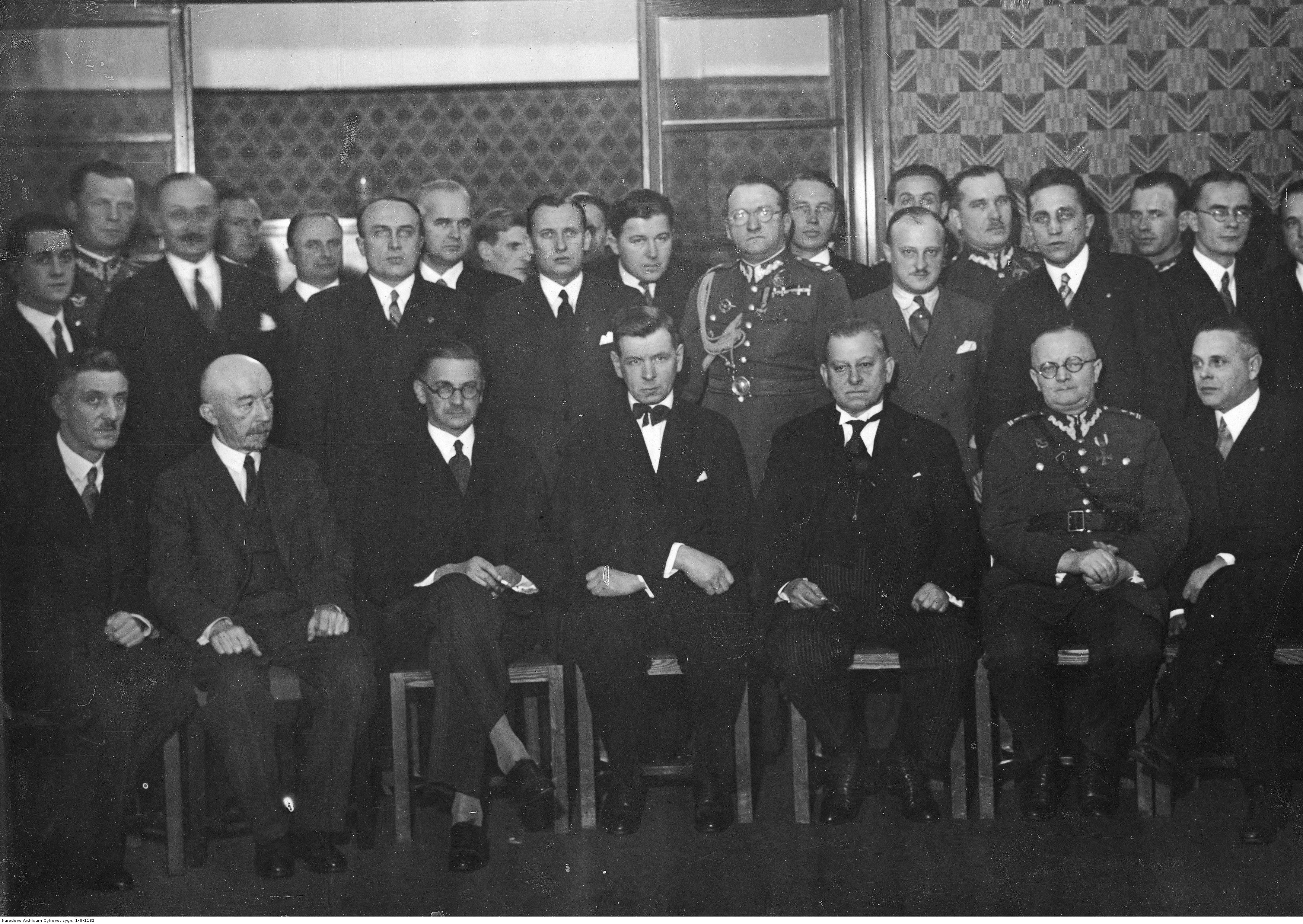
Obchody w Warszawie pięciolecia Aeroklubu RP - uczestnicy obchodów

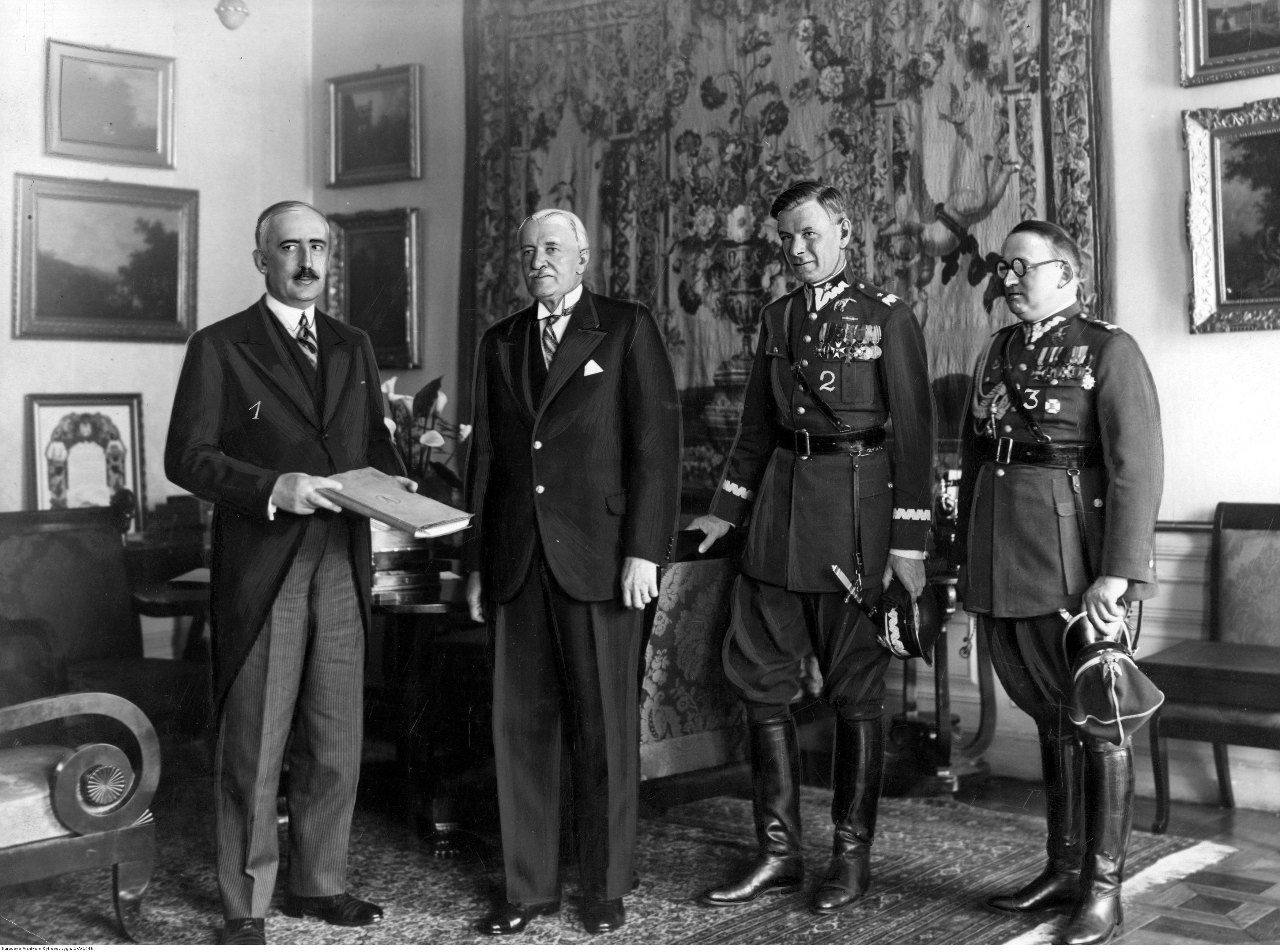
Prezydium ZG Aeroklubu RP na audiencji u prezydenta RP Ignacego Mościckiego (2. z lewej) 23 kwietnia 1934: prezes Janusz Radziwiłł, gen. Ludomił Rayski, ppłk Bogdan Kwieciński

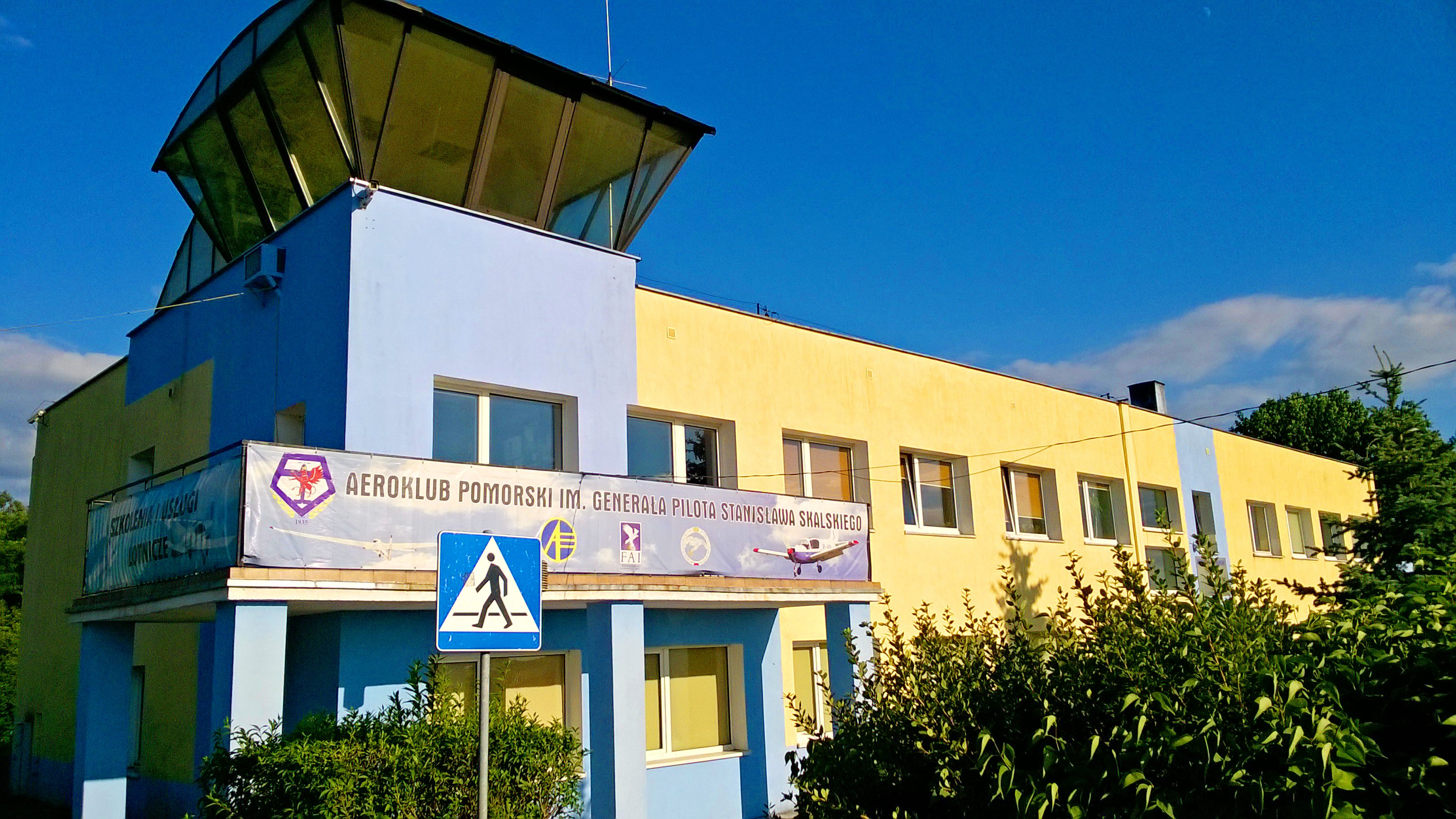
Siedziba Aeroklubu Pomorskiego w Toruniu

Aeroklub Polski – polski związek sportowy zrzeszający organizacje uprawiające sporty lotnicze.

## Historia
Pierwsze próby powołania do życia organizacji skupiającej polskich lotników miały miejsce jeszcze w okresie zaborów. W 1911 Stanisław i Konstanty Lubomirscy czynili starania u władz rosyjskich, by powołać w Warszawie Aeroklub Królestwa Polskiego.
Pierwszą formalno-prawną organizacją polskich lotników sportowych był Aeroklub Polski w Poznaniu, założony 30 października 1919 r., który w lutym 1920 r. został członkiem Międzynarodowej Federacji Lotniczej (w skrócie: FAI). Jednocześnie w czerwcu 1920 roku w Warszawie powołano do życia Aeroklub Polski w Warszawie. 18 stycznia 1921 roku na wspólnym zebraniu delegacji Aeroklubu Polskiego w Poznaniu oraz delegacji Aeroklubu Polskiego w Warszawie postanowiono utworzyć ogólnopolską organizację lotniczą pod nazwą Aeroklub Rzeczypospolitej Polskiej (ARP). Początkowo ARP był federacją dwóch aeroklubów, Aeroklubu RP w Poznaniu i Aeroklubu RP w Warszawie. Jednak z uwagi na fakt, że Aeroklub RP w Warszawie działał w stolicy kraju, z czasem to on przejął funkcję reprezentanta Polski w FAI, czego dowodem było uczestnictwo sekretarza ARP inż. Januarego Grzędzińskiego w kolejnych konferencjach generalnych FAI w latach 1922-1924. 
Przed II wojną światową w Polsce działało kilka regionalnych i ogólnokrajowych stowarzyszeń lotniczych, takich jak na przykład: Liga Obrony Powietrznej i Przeciwgazowej (1923-1939) i Liga Lotnicza (1946-1953), zapoczątkowały organizację wielu imprez i zawodów oraz pokazów lotniczych. Pierwsze krajowe zawody samolotowe odbyły się już w 1922 r., szybowcowe w 1923 r., a modelarskie w 1926 r.
Nawiązano liczne kontakty zagraniczne, których efektem były pierwsze sukcesy międzynarodowe. W 1926 r. Bolesław Orliński wykonał przelot na trasie Warszawa – Tokio – Warszawa. Stanisław Skarżyński przelotem nad południowym Atlantykiem w 1933 r. ustanowił rekord świata. Ukoronowaniem owych sukcesów były w latach trzydziestych dwukrotne zwycięstwa Polaków w międzynarodowych zawodach samolotów turystycznych tzw. Challenge 1932: – Żwirki i Wigury i w Challenge 1934, organizowanych w Polsce przez ARP – Bajana i Pokrzywki. Polscy piloci balonowi zwyciężali w zawodach o Puchar Gordona Bennetta w latach (1933, 1934, 1935 – zdobywając puchar na własność i w 1938).

## Aeroklub ARP
- Stanisław Rużyczka de Rosenwerth(?-1931)[2]
- Ks.J Radziwił (1931-?)[3]
- Stanisław Skarżyński (1939)[4]

## Aeroklub RP
- Józef Olewiński (1945-1946)
- Konrad Jagoszewski (1947-1950)
- Józef Turski (1954-1956)

## Aeroklub PRL
- Jan Frey-Bielecki (1945-1958)
- Stefan Antosiewicz (1958-1969)
- Jan Antoniszczak (15.08-7.12.1969)
- Władysław Jagiełło (1969-1978)
- Józef Sobieraj (1978-1982)
- Władysław Hermaszewski (1982-1987)[5]

## Aeroklub Polski
- Henryk Sienkiewicz (1990-1993)
- Włodzimierz Skalik (2010-2018)
- Jerzy Makula (2018-)[6]

### Kalendarium
- 1919 – 30 października powstał Aeroklub Polski w Poznaniu
- 1920 – w lutym Aeroklub Polski w Poznaniu został członkiem Międzynarodowej Federacji Lotniczej (FAI)
- 1920 – w czerwcu powstał Aeroklub Polski w Warszawie
- 1921 – 18 stycznia powstała ogólnopolska organizacja lotnicza pod nazwą Aeroklub Rzeczypospolitej Polskiej (ARP)
- 1935 - powstał Aeroklub Pomorski w Toruniu
- 1948-1956 – likwidacja związku osób prawnych Aeroklubu Rzeczypospolitej Polskiej (ARP) i osobowości prawnych Aeroklubów Regionalnych na rzecz stowarzyszeń osób fizycznych, Ligi Lotniczej i Ligi Przyjaciół Żołnierza
- 1956 – powstanie tzw. pionu lotniczego w ramach stowarzyszenia osób fizycznych Ligi Przyjaciół Żołnierza pod nazwą Aeroklub Polskiej Rzeczypospolitej Ludowej
- 1957-1963 – pion lotniczy funkcjonował pod nazwą Aeroklub PRL
- 1962 – Aeroklub Polskiej Rzeczypospolitej Ludowej organizuje w Krakowie pierwsze ogólnopolskie (i pierwsze w Europie)  Zawody Rakiet Amatorskich o puchar im. Kazimierza Siemienowicza[7]
- 1980 - Aeroklub Polskiej Rzeczypospolitej Ludowej organizuje Mistrzostwa Świata FAI Modeli Latających na Uwięzi, które zostały rozegrane w Częstochowie[8].

- 1981 - AP organizuje Śmigłowcowe Mistrzostwa Świata w Piotrkowie Trybunalskim
- 1989 - Aeroklub PRL bierze udział w czerwcowych wyborach parlamentarnych. Z rekomendacją PZPR, PAX, PZKS kandydatem Aeroklubu na posła został Włodzimierz Skalik
- 1990 – XIV Nadzwyczajny Zjazd Delegatów Aeroklubów Regionalnych Aeroklubu PRL dokonał zmiany nazwy organizacji z Aeroklubu PRL na Aeroklub Polski, nawiązując do historycznej nazwy powstałego w Poznaniu w 1919 roku pierwszego polskiego aeroklubu
- 2013 – XXIII Nadzwyczajny Zjazd Delegatów Aeroklubów Regionalnych Aeroklubu Polskiego zgodnie z art. 82 Ustawy o sporcie dokonał przekształcenia stowarzyszenia osób fizycznych o statusie polskiego związku sportowego w związek osób prawnych (federacje lotniczych organizacji sportowych). W ten sposób Aeroklub Polski stał się w pełni polskim związkiem sportowym zgodnie z art. 8 Ustawy o sporcie
- 2015 - AP organizuje po raz drugi Śmigłowcowe Mistrzostwa Świata 2015 w Zielonej Górze

## Aerokluby regionalne
Cele Aeroklubu Polskiego realizowane są za pośrednictwem aeroklubów regionalnych, i innych osób prawnych w sporcie przyjmowanych do związku. 

- Aeroklub Bałtycki
- Aeroklub Białostocki
- Aeroklub Bielsko-Bialski
- Aeroklub Bieszczadzki
- Aeroklub Bydgoski
- Aeroklub Częstochowski
- Aeroklub Dolnośląski
- Aeroklub Elbląski
- Aeroklub Gdański
- Aeroklub Gliwicki
- Aeroklub Gorzowski
- Aeroklub Grudziądzki
- Aeroklub Jeleniogórski
- Aeroklub Kielecki
- Aeroklub Koniński
- Aeroklub Koszaliński
- Aeroklub Krainy Jezior
- Aeroklub Krakowski
- Aeroklub Kujawski
- Aeroklub Leszczyński
- Aeroklub Lubelski
- Aeroklub Łódzki
- Aeroklub Mielecki
- Aeroklub Nadwiślański
- Aeroklub Nowy Targ
- Aeroklub Opolski
- Aeroklub Orląt
- Aeroklub Ostrowski
- Aeroklub PLL LOT
- Aeroklub Politechniki Rzeszowskiej
- Aeroklub Podhalański
- Aeroklub Podkarpacki
- Aeroklub Pomorski
- Aeroklub Poznański
- Aeroklub Północnego Mazowsza
- Aeroklub Radomski
- Aeroklub Rybnickiego Okręgu Węglowego
- Aeroklub Rzeszowski
- Aeroklub Siedlecki
- Aeroklub Słupski
- Aeroklub Stalowowolski
- Aeroklub Suwalski
- Aeroklub Szczeciński
- Aeroklub Śląski
- Aeroklub Świdnik
- Aeroklub Warmińsko-Mazurski
- Aeroklub Warszawski
- Aeroklub Włocławski
- Aeroklub Wrocławski
- Aeroklub Zagłębia Miedziowego
- Aeroklub Ziemi Chełmskiej
- Aeroklub Ziemi Jarosławskiej
- Aeroklub Ziemi Lubuskiej
- Aeroklub Ziemi Mazowieckiej
- Aeroklub Ziemi Pilskiej
- Aeroklub Ziemi Piotrkowskiej
- Aeroklub Ziemi Wałbrzyskiej
- Aeroklub Ziemi Zamojskiej

## Medale, odznaki, dyplomy i tytuły
Aeroklub Polski ustanowił wyróżnienia i medale dla: Aeroklubów, członków aeroklubu, sportowców i innych osób za wybitne osiągnięcia, działalność społeczną, publicystyczną, popularyzację sportu lotniczego.

### Medale
- Medal Tańskiego (1957)
- Zasłużony Działacz Lotnictwa Sportowego (1964)
- Złoty Medal Aeroklubu Polskiego  (1975)

### Dyplomy i wyróżnienia
- Dyplom Honorowy im. Stanisława Skarżyńskiego
- Dyplom im. Jerzego Ostrowskiego (Modelarstwo lotnicze i Modelarstwo kosmiczne)
- Dyplom im. Czesława Tańskiego (Modelarstwo lotnicze i Modelarstwo kosmiczne)
- Honorowy Dyplom Aeroklubu Polskiego
- Wyróżnienie im. Dedala[10]

### Tytuły
- Członek Honorowy Aeroklubu Polskiego
- Ambasador Polskiego Lotnictwa

### Odznaki
- Za zasługi dla Aeroklubu Polskiego (złota, srebrna, brązowa) (1994)